# Gustavo Bermúdez
Gustavo Ariel Bermúdez Ricciardi (Rosario, Santa Fe; 21 de julio de 1964) es un actor argentino.

## Biografía
Hijo de Manuel Bermúdez e Isabel Ricciardi, Gustavo tiene además un hermano tres años mayor que él llamado Gabriel.
Estudió en el colegio Lasalle y destacó como deportista, siendo su pasión el baloncesto.
Entre 1989 y 2011 estuvo casado con Andrea González, maestra de profesión, a la que conoció cuando él tenía 19 años y ella 18. Fruto de esa unión nacieron sus hijas Camila (n. 1991) y Manuela (n. 2000).
Actor de gran atractivo físico, buenas dotes interpretativas y dueño de una voz grave y varonil, Gustavo adquirió gran popularidad con sus protagónicos en Nano, Alén, luz de luna, 1000 millones, Alas, poder y pasión, Celeste, Celeste siempre Celeste, Antonella, Grecia, Somos familia, El Patrón de la Vereda, entre otras, donde formó pareja con figuras estelares como Araceli González, Paola Krum, Grecia Colmenares, Camila Bordonaba, Ana María Orozco y Andrea del Boca.
Viendo series estadounidenses se decidió a ser actor, y al terminar la secundaria se trasladó a Buenos Aires para trabajar como actor. Recorriendo canales en busca de trabajo encontró su primer papel en el Canal 9. Es allí donde consiguió un papel ocasional pero importante en Como la gente, con Nora Cárpena y Guillermo Bredeston. Gracias a ese antecedente pudo entrar como protagonista de la tira juvenil Pelito, de importante índice de audiencia. 
En 2007 se retiró por decisión propia de la vida pública. Reapareció en 2014 con la tira Somos Familia.

## Televisión
| Año       | Título                         | Papel                                      | Canal           |
| --------- | ------------------------------ | ------------------------------------------ | --------------- |
| 1983-1986 | Pelito                         | Federico Prieto                            | El Trece        |
| 1985      | Rossé                          | Fernando Morris                            | Canal 9         |
| 1986      | El hombre que amo              | Carlín Saché                               | Canal 9         |
| 1986      | La venganza                    | Renato Narváez                             | Canal 11        |
| 1987      | Grecia                         | Gustavo Gutiérrez                          | El Trece        |
| 1988      | No va más (la vida nos separa) | Diego Dávila                               | Canal 9         |
| 1989      | Así son los míos               | Gustavo Ochoa                              | El Trece        |
| 1990      | Quiero gritar que te amo       | Mariano                                    | Gems Televisión |
| 1990      | Amándote II                    | Dr. Ignacio "Nacho" Arana                  | Telefé          |
| 1990      | Atreverse                      | Germán Olivera (episodio: "Entre sábanas") | Telefé          |
| 1991      | Celeste                        | Franco Ferrero Visconti                    | El Trece        |
| 1992      | Antonella                      | Nicolás Cornejo Mejía                      | El Trece        |
| 1993      | Celeste siempre Celeste        | Franco Ferrero Visconti                    | Telefé          |
| 1994      | Aprender a volar               | Diego adulto                               | El Trece        |
| 1994      | Nano                           | Manuel “Nano” Espada, El gato              | El Trece        |
| 1994-1995 | Volver a empezar               | Diego Molina                               | Televisa        |
| 1995      | Sheik                          | Gabriel Ismael Arias Maldonado "Gamal"     | El Trece        |
| 1996      | Alén, luz de luna              | Pablo Pineda                               | El Trece        |
| 1997      | Laberinto sin ley              | Juez Román Aliaga                          | El Trece        |
| 1998      | Alas, poder y pasión           | Germán Esquivel                            | El Trece        |
| 2002      | 1000 millones                  | Julián Vargas                              | El Trece        |
| 2004      | Viva el español                | Matías                                     | Viva TV         |
| 2005      | El Patrón de la Vereda         | Gastón Alberti "Nono"                      | América TV      |
| 2006-2007 | Sos mi vida                    | Víctor Lobo                                | El Trece        |
| 2014      | Somos familia                  | Joaquín Navarro                            | Telefé          |
| 2018      | El host                        | Ex de Milagros                             | Fox             |
| 2022-2023 | Los protectores                | Carlos "Conde" Mendizábal                  | Star+           |

## Teatro
| Año       | Título                 | Papel                     |
| --------- | ---------------------- | ------------------------- |
| 1982      | El país de mi infancia | Luisito Corazón de Bombón |
| 1982-1983 | Monserrat              | Ricardo                   |
| 1995      | Romeo y Julieta        | Romeo Montesco            |
| 2015-2016 | Extraña pareja         | Félix Unger               |